# Ocultisme
L'ocultisme és l'estudi del saber ocult, per als seus iniciats l'autèntic coneixement i per als crítics una pseudociència o conjunt de pràctiques esotèriques sense base científica. Pot incloure màgia, experiències paranormals, astrologia, endevinació i lectures al·legòriques de textos considerats sagrats. Sovint es barreja amb cultes com el gnosticisme o l'adoració al dimoni. Les grans religions tenen en el seu si corrents ocultistes, com la càbala jueva o la teosofia hinduista.
Els seus orígens es troben a la costa oriental del Mediterrani, als corrents del neoplatonisme. Durant l'edat mitjana va associar-se al mal o al coneixement prohibit. Va ressorgir l'interès per l'ocultisme durant el renaixement, amb la troballa de nous manuscrits de l'alquímia, però l'avanç de la ciència empírica dels segles posteriors el va relegar a un segon pla. El romanticisme, amb el seu gust per l'exotisme i la irracionalitat va veure el sorgiment de cercles ocultistes, sovint barrejats amb l'espiritisme. El segle xx, això no obstant, va lluitar contra aquests corrents, considerats una simple superstició.

## Ocultisme nazi
L'ocultisme nazi és una hipòtesi que es troba en una sèrie de teories, especulacions i investigacions sobre la possible relació amb diverses tradicions ocultes i el nazisme.